# RPL34
RPL34 (англ. Ribosomal protein L34) – білок, який кодується однойменним геном, розташованим у людей на короткому плечі 4-ї хромосоми.  Довжина поліпептидного ланцюга білка становить 117 амінокислот, а молекулярна маса — 13 293.
| 10         |  | 20         |  | 30         |  | 40         |  | 50         |
| ---------- |  | ---------- |  | ---------- |  | ---------- |  | ---------- |
| MVQRLTYRRR |  | LSYNTASNKT |  | RLSRTPGNRI |  | VYLYTKKVGK |  | APKSACGVCP |
| GRLRGVRAVR |  | PKVLMRLSKT |  | KKHVSRAYGG |  | SMCAKCVRDR |  | IKRAFLIEEQ |
| KIVVKVLKAQ |  | AQSQKAK    |  |            |  |            |  |            |

A: Аланін

C: Цистеїн

D: Аспарагінова кислота

E: Глутамінова кислота

F: Фенілаланін

G: Гліцин

H: Гістидин

I: Ізолейцин

K: Лізин

L: Лейцин

M: Метіонін

N: Аспарагін

P: Пролін

Q: Глутамін

R: Аргінін

S: Серин

T: Треонін

V: Валін

Кодований геном білок за функціями належить до рибонуклеопротеїнів, рибосомних білків, фосфопротеїнів. 
Задіяний у такому біологічному процесі як ацетиляція. 